# Aeroportul Montréal/Saint-Hubert
Aeroportul Montréal/Saint-Hubert (IATA: YHU, ICAO: CYHU) este un aeroport din Provincia Québec, Canada ce deservește zona Longueuil⁠(d). Aeroportul a fost tranzitat în 2021 de 41.817 pasageri. A fost deschis în 1928.
Situat la o altitudine de 27 m, aeroportul dispune de o singură pistă.